# William S. Taylor
William S. Taylor is een Amerikaanse acteur.
Taylor heeft in veel series en films gespeeld zoals MacGyver, Omen IV: The Awakening en Beverly Hills, 90210. Meestal speelde Taylor kleine rollen maar in de televisieserie Neon Rider (1989 - 1994) speelde hij in 64 afleveringen.

## Filmografie

### Films
Selectie:
- 2015 Pixels - als marine secretaris
- 2009 Watchmen - als psychiater in gevangenis
- 2007 Hot Rod - als zanger
- 2005 Two for the Money - als Leon
- 2002 Hellraiser: Hellseeker - als rechercheur Lange
- 2002 Fade to Black - als Truth
- 2000 Romeo Must Die - als Harold
- 1998 About Sarah - als rechter Hillstrom
- 1996 Sealed with a Kiss - als Roy McCoy
- 1992 A Killer Among Friends - als Mike Collins
- 1991 Omen IV: The Awakening - als Forrest Riggs
- 1989 Eye of the Widow - als agent Cook
- 1976 Assault on Precinct 13 - als bendelid

### Televisieseries
Uitgezonderd eenmalige gastrollen.
- 1994 Beverly Hills, 90210 - als decaan Trimble - 5 afl.
- 1993 - 1994 Tarzán - als Dan Miller - 17 afl.
- 1989 - 1994 Neon Rider - als Philip Reid - 64 afl.
- 1992 - 1993 Street Justice - als Bobby - 4 afl.
- 1987 - 1988 Wiseguy - als Jones - 2 afl.